# Chaotroquin
Chaotroquin, Chaw Trokin, Dios Trokin o Chao Dios, en la mitología Huilliche, es una entidad de características similares al Dios cristiano; única y omnipotente, siendo una deidad primordial caracterizado como una deidad celestial equivalente Huilliche del Dios Ngenechén de los Mapuches.

## Descripción
Chaotroquin es el ser más importante en la religión Huilliche; según su tradición, fue él quién creó a su pueblo. Chaotroquin es considerado el padre de la justicia, y quién provee de los alimentos. Para pedir y/o agradecer al Chaotroquin por todo lo que entrega, los Huilliches piden y agradecen mediante la intercepción del "Abuelito Huenteao".